# Maria Occhipinti
Maria Occhipinti (ur. 29 lipca 1921 w Ragusie, zm. 20 sierpnia 1996 w Rzymie) – włoska pisarka, myślicielka oraz działaczka anarchofeministyczna, która zasłynęła swoim protestem przeciwko przymusowemu poborowi do wojska.   

## Życiorys
Ukończyła jedynie 3 lata szkoły podstawowej, a następnie pracowała jako szwaczka. Wzięła ślub w wieku 17 lat. W okresie II wojny światowej jej męża zaciągnięto do wojska, przez co była zmuszona była samemu zająć się całym domem. W tamtym czasie postanowiła również uzupełnić swoje braki w edukacji. Zaczęła czytać wiele książek, które – jak potem twierdziła – pomogły jej zrozumieć wiele spraw. Wywołała również lokalny skandal zapisując się do centrali związkowej Camera del Lavoro oraz do Włoskiej Partii Komunistycznej
Do 1945 wiele żołnierzy walczących po stronie faszystowskich północnych Włoch powróciło do domów. Mężczyźni dostali jednak ponowne wezwanie do wojska, tym razem od południowej części Królestwa Włoch, kontrolowanej przez siły alianckie. Żołnierzy zamierzano wysłać na północ kraju, gdzie utrzymywały się jeszcze siły Włoskiej Republiki Socjalnej. Również wiele mieszkańców Ragusy zostało powołanych.   

### Powstanie
4 stycznia 1945 o 10 rano Maria Occhipinti przebywała w swoim domu, kiedy usłyszała wołanie innej kobiety, która poinformowała ją o przyjeździe wojskowych ciężarówek mających zabrać mężczyzn z miejscowości. Maria, pomimo piątego miesiąca ciąży, pobiegła na miejsce zdarzenia i próbowała rozmawiać z karabinierami pilnującymi transportu. Ci nie zamierzali dyskutować z kobietą. Maria postanowiła wówczas położyć się przed nadjeżdżającą ciężarówką. Miała wówczas krzyknąć: „możecie mnie zabić, ale nie przejedziecie!” W czasie, kiedy próbowano usunąć kobietę z drogi, wokół pojazdu zbierał się coraz większy tłum. Funkcjonariusze wystrzelili w stronę tłumu zabijając jedną osobę. To sprowokowało tłum do zaatakowania żandarmów. 
Zamieszki w regionie objęły kilka miasteczek, m.in. Comiso, Vittoria, Giarratana, Monterosso czy Agrigento. Dopiero 9 stycznia wojsko zdołało stłumić powstanie. Podczas starć zginęło 18 żandarmów, a 24 zostało rannych. Natomiast rebeliantów zginęło 19, a 63 zostało rannych. Po tych zdarzeniach aresztowano wiele osób, w tym Marię Occhipinti, którą skazano na dwa lata więzienia, gdzie urodziła córkę.

### Późniejsze życie
Po wyjściu z więzienia i powrocie do rodzinnej miejscowości, okazało się, że jej mąż ożenił się z inną kobietą. Nie znajdując wsparcia w Ragusa, wyjechała najpierw do Neapolu, a następnie do Rawenny, San Remo, Rzymu i Mediolanu. Związała się wówczas ze środowiskiem anarchistycznym, odchodząc od komunistycznych poglądów. Z czasem przeprowadziła się do Szwajcarii, gdzie wydała w 1957 autobiografię pt. Una donna di Ragusa (wł. Dziewczyna z Ragusa), za którą otrzymała w 1976 literacką Nagrodę Brancatiego.
W 1973 zamieszkała razem z córką w Rzymie, gdzie ponownie zaczęła pisać poruszając tematy społeczne. Związała się również z tamtejszym środowiskiem anarchistycznym.

## Wybrane publikacje
- Una donna di Ragusa (1957)
- Il carrubo ed altri racconti (1993)
- Una donna libera (2004)

## Upamiętnienie
W 2013 powstał film dokumentalny w reżyserii Luca Scivoletto opowiadający o życiu Marii Occhipinti pt. Con quella faccia da straniera – Il viaggio di Maria Occhipinti.